# Film Out
"Film Out" là một bài hát của nhóm nhạc nam Hàn Quốc BTS trong album tổng hợp tiếng Nhật của nhóm, BTS, the Best (2021). Nó được phát hành vào ngày 2 tháng 4 năm 2021, thông qua Virgin Music, như bài hát chủ đề trong album tổng hợp.

## Bối cảnh
"Film Out" được BTS công bố vào ngày 16 tháng 2 năm 2021 như bản nhạc kết cho Signal the Movie Cold Case Investigation Unit (2021). Bài hát được viết bởi thành viên Jungkook cùng với giọng ca chính của ban nhạc rock Nhật Bản back number, Iyori Shimizu và nhà sản xuất UTA. Bản ballad, "Film Out" cuối cùng đã được tiết lộ là bài hát mở đầu trong album tổng hợp tiếng Nhật sắp tới của BTS, BTS, the Best. Bài hát đã được phát hành dưới dạng tải kỹ thuật số và phát trực tuyến ở nhiều quốc gia khác nhau vào ngày 2 tháng 4 năm 2021, thông qua Universal Music Japan.

## Diễn biến thương mại 
"Film Out" ra mắt ở vị trí số 1 trên bảng xếp hạng đĩa đơn kỹ thuật số hàng ngày của Oricon vào ngày 2 tháng 4 năm 2021 với 23,344 lượt tải xuống. Chỉ với ba ngày theo dõi, đĩa đơn đã đứng đầu bảng xếp hạng đĩa đơn kỹ thuật số hàng tuần, bán được 32,947 lượt tải xuống được tích lũy trong khoảng thời gian từ 29 tháng 3 đến 4 tháng 4. "Film Out" ra mắt ở vị trí số 2 trên bảng xếp hạng Japan Hot 100 trong ấn bản ngày 7 tháng 4, bán được 10,361 lượt tải kỹ thuật số. Đĩa đơn cũng đứng đầu bảng xếp hạng tải xuống và phát trực tuyến.
Tại Hoa Kỳ, chỉ với một ngày khả dụng trong tuần theo dõi kết thúc vào ngày 2 tháng 4, "Film Out" đã ra mắt ở vị trí thứ 185 trên bảng xếp hạng Billboard Global Excl. U.S. trong ấn bản ngày 10 tháng 4, với 2,400 lượt tải xuống và tích lũy được 15 triệu lượt phát trực tuyến. Đây là 1 trong 4 bài hát của BTS ra mắt ở top 10 trong tuần đó, đánh dấu lần thứ hai nhóm xếp hạng các bài hát bằng 3 thứ tiếng (Nhật, Anh và Hàn) trong cùng khoảng thời gian. Không có nghệ sĩ nào khác đạt được điều này kể từ khi bảng xếp hạng được thành lập. Tuần sau, với khoảng thời gian theo dõi đầy đủ đầu tiên từ ngày 2 đến ngày 8 tháng 4, "Film Out" ra mắt trên Billboard Global 200 ở vị trí số 5, với 47,2 triệu lượt phát trực tuyến và 66,000 doanh số, trở thành bài hát ra mắt ở top 10 thứ năm của BTS trên bảng xếp hạng — nhiều nhất trong số tất cả các nhóm kể từ khi bảng xếp hạng được thành lập. Đây là bài hát tiếng Nhật đầu tiên ra mắt ở top 5 và là bài thứ hai trong top 10 sau "Homura" của LiSA, đứng ở vị trí số 8 vào tháng 10. Bài hát đã tăng 182 hạng trên bảng xếp hạng Billboard Global Excl. U.S. của Hoa Kỳ ở vị trí số 3, với 44,3 triệu lượt phát trực tuyến và doanh số trong tuần thứ hai là 47,000 bản, đánh dấu bước nhảy vọt cao nhất trên bảng xếp hạng bởi bất kỳ bài hát nào — "Celebrity" của IU trước đó đã giữ vinh dự này khi tăng 146 hạng từ vị trí 190 lên 44 vào tháng 2. "Film Out" trở thành bài hát tiếng Nhật đầu tiên của nhóm lọt vào bảng xếp hạng Billboard Hot 100, ở vị trí số 81. Với 19,000 bản được bán ra, bài hát là bản phát hành bán chạy nhất trong tuần và đứng đầu bảng xếp hạng Digital Songs. Điều này đánh dấu đĩa đơn quán quân tiếng Nhật đầu tiên của BTS trên bảng xếp hạng doanh số, đĩa đơn quán quân lần thứ sáu  trên bảng xếp hạng tổng thể và đĩa đơn ra mắt trong top 10 lần thứ hai mươi bốn.

## Video âm nhạc
Video âm nhạc của bài hát, do Yong-seok Choi của Lumpens đạo diễn, đã được phát hành lên kênh YouTube của Big Hit vào lúc nửa đêm theo KST vào ngày 2 tháng 4 năm 2021. Trước đó là một đoạn giới thiệu được tải lên cùng một nền tảng vào ngày 25 tháng 3. Đoạn video mở đầu cho thấy nhóm đang ở bên trong một ngôi nhà có bối cảnh màu trắng, lơ lửng trên bầu trời. Trong đó, các thành viên cùng ngẫm lại những kỷ niệm mà họ đã chia sẻ với nhau. Jin nhận thấy một chiếc đồng hồ cát đang đếm ngược thời gian họ đã ở bên nhau. Chiếc đồng hồ cát xuất hiện nhiều lần xuyên suốt video âm nhạc và dẫn đến một vụ nổ "bi thảm" khiến ngôi nhà rơi vào cảnh hỗn loạn hoàn toàn.

## Lịch sử phát hành
| Quốc gia  | Ngày                    | Định dạng                       | Hãng đĩa              | Nguồn |
| --------- | ----------------------- | ------------------------------- | --------------------- | ----- |
| Toàn quốc | ngày 2 tháng 4 năm 2021 | Tải kỹ thuật số phát trực tuyến | Universal Music Japan | [ 1 ] |